# Kostel svatého Václava (Domanín)
Kostel svatého Václava je římskokatolický chrám v obci Domanín v okrese Hodonín. Je farním kostelem farnosti Domanín. 

## Historie
Kostel byl vystavěn v letech 1786–1788 nákladem Náboženského fondu. V roce 1932 byl východním směrem rozšířen a byla postavena hudební kruchta.

## Popis
Jednolodní stavba, ke které přiléhá na jižní straně čtyřboká sakristie. Loď má obdélníkový půdorys, na obou stranách se k ní přimykají čtyřboké kaple. Nad západním průčelím lodi se zvedá hranolová zvonice. Fasády člení vpadlé výplně prolomené okny se segmentovým záklenkem. Kněžiště i loď jsou zaklenuty valenou klenbou, sakristie a boční kaple jsou plochostropé. V západní části je hudební kruchta s rovným podhledem, nesená sloupy.

## Zařízení
Mramorový oltář s oltářním obrazem od Ignáce Raaba pochází z roku 1933. Na obraze je zachycena sv. Ludmila s knězem Kaichem, jak vyučují sv. Václava. Ve dvou bočních kaplích, které vznikly při přestavbě, jsou umístěny další čtyři Raabovy obrazy s výjevy ze života sv. Bernarda. Tyto obrazy patrně pocházejí z Velehradského kláštera. Menší obraz Vincence z Pauly je od stejného autora. Dva boční oltáře jsou zasvěceny Panně Marii a Božskému Srdci Páně. Sochy sv. Cyrila a Metoděje za hlavním oltářem a kazatelna s reliéfy evangelistů pochází z roku 1899. 
Ve věži jsou zavěšeny tři zvony. Umíráček o váze 45 kg z roku 1794 byl ještě v letech 1808 a 1893 přelit. Je na něm vyobrazen sv. Josef. Další dva bronzové zvony z roku 1973 odlila firma Dytrychova v Brodku u Přerova. Zvon sv. Václav s nápisem "S námi truchli, jásej, zpívej, volej nás k Bohu a věčné spáse" váží 491 kg. Na zvonu Panny Marie o váze 300 kg je nápis: "Vypros pokoj duším, rodinám a celé naší farnosti".